# 白い巨塔
『白い巨塔』（しろいきょとう）は、山崎豊子の長編小説。浪速大学に勤務する財前五郎と里見脩二という対照的な人物を通し、医局制度の問題点や医学界の腐敗を鋭く追及した社会派小説である。山崎豊子作品の中でも特に傑作と名高く、1966年の映画化以来、何度も映像化された。映像化作品などについては、映像化作品セクションとラジオドラマ作品セクションを参照。

## 概要
1963年9月15日号から1965年6月13日号まで『サンデー毎日』に連載された。当初、第一審目での完結予定だったが、予想外に読者からの反響が大きく、1967年7月23日号から1968年6月9日号にかけ「続・白い巨塔」が『サンデー毎日』に連載された。単行本は各・新潮社で、正編は1965年7月、続編は1969年11月に刊行された。
山崎は単行版あとがきでは、この作品を書いた理由を、ジョージ・マロリーの言葉を引き合いに出して、大学病院の医局には「そこに重厚な人間ドラマがある」からと述べている（文庫版あとがきにも詳細な記述）。
その一方で、山崎は反響に応じた続編の執筆について本意ではなかったようで、「小説的生命を全うしようとすれば、既に完結した小説の続編は書くべきではなく、小説家としての社会的責任を考えれば、小説の成果の危険をおかしてでも書くべきであると考えた。この選択の難しさは、小説家になってはじめて経験した苦悩であったが、最後は小説的生命より、社会的責任を先行させ、続編に取り組んだ」と自作回想している。
後の医学部に端を発する東大紛争に大きな影響を与えた。また本作は「インフォームド・コンセント」訴訟について医学界では一種のテキスト的な扱いを受けている。

### タイトルの意味
『白い巨塔』という象徴的なタイトルの意味は、物語の終盤にて判明する。
作中では「外見は学究的で進歩的に見えながら、その厚い強固な壁の内側は『封権的な人間関係』と『特殊な組織』で築かれ、一人が動いても、微動だにしない非情な世界」と表現されている。

## あらすじ

### 正編

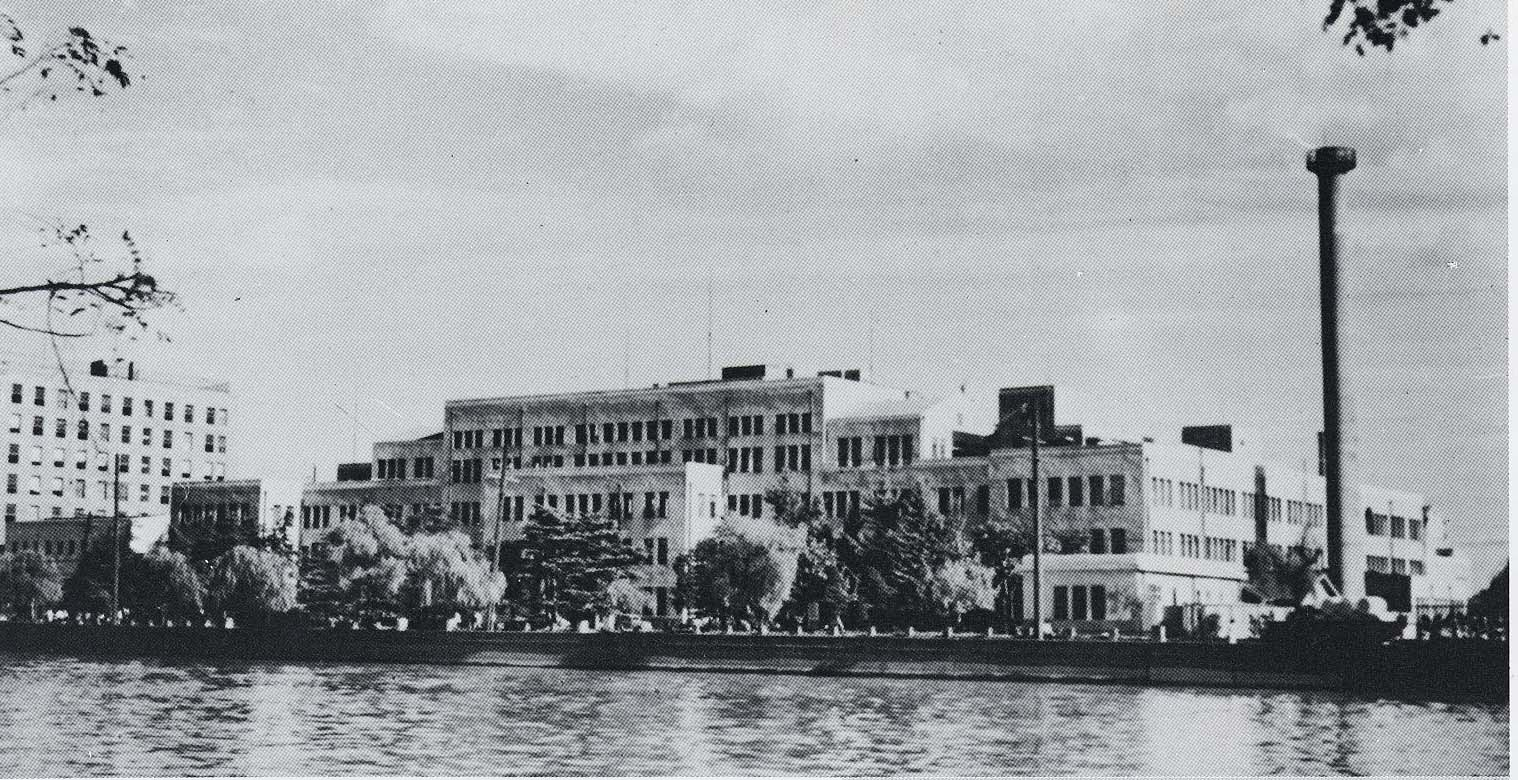
モデルとなった大阪大学医学部（中ノ島校舎）

プロローグ
食道噴門癌の手術を得意とする国立浪速大学第一外科助教授・財前五郎は、次期教授を狙う野心に燃える男である。一方、財前の同窓である第一内科助教授・里見脩二は患者を第一に考える研究一筋の男。
食道噴門癌の若き権威として高い知名度を誇る財前の許には、全国から患者が集まってくる。その多くは、著名な有力者やその紹介の特診患者など、金を貢いでくる成功者たちであった。
その卓越した技量と実績に裏打ちされた自信と、野心家であくが強い性格の持ち主である財前を快く思わない第一外科教授・東貞蔵は何かにつけて財前に苦言を呈する。
次期教授戦
財前は次期教授の座を得るため、表面上は東の苦言を上手に受け流すも、実際には馬耳東風。次第に東は他大学からの教授移入を画策し、後輩でもある母校の東都大学教授・船尾に然るべき後任者の紹介を依頼する。そして推薦されたのは寡黙な学究肌の心臓外科医、金沢大学教授・菊川であった。菊川が大人しい性格である上に、妻に先立たれ独身である事に目をつけ、東は自身の引退後の第一外科における影響力確保を目論み、更に菊川に娘の佐枝子を嫁がせようと考える。
また、普段から一匹狼の気があり、財前を嫌う整形外科教授・野坂は、皮膚科教授・乾や小児科教授・河合と共に第三派閥の代表となるべく、独自の候補者として財前の前任助教授であった徳島大学教授・葛西を擁立して、財前を追い落として自分たちが権力を握ろうとする。
それらに対し、財前は産婦人科医院を開業している義父・又一の財力と人脈を背景に、以心伝心の間柄にある医師会長・岩田重吉を通して岩田の同級生である浪速大学医学部長・鵜飼を篭絡。鵜飼派の地固めを狙う鵜飼もこれを引き受け、腹心の産婦人科教授・葉山を通して画策に入る。一方で財前は医局長の佃を抱きこみ、医局内工作に乗り出す。
教授選考委員会では書類審査の結果、候補者は《財前・菊川・葛西》に絞られる。その後は派閥間の駆け引きや実弾（札束）が乱れ飛ぶなど、学内外の熾烈な工作による選挙戦が展開される。投票当日、開票の結果は財前12票と菊川11票。葛西も7票を獲得しており、財前・菊川の両者とも過半数を獲得することができなかったことから異例の決選投票にもつれ込んだ。
決選投票
鵜飼は、白熱する教授戦を憂慮した大河内による「即時決選投票実施」提案を強引に退け、投票期日を1週間後に延ばす。その間、野坂の握る7票（葛西の得票数）をめぐり、実弾攻撃主体の財前派とポスト割り振り主体の東派が水面下で激しい攻防戦を繰り広げる。財前派は、菊川がいる金沢まで佃と安西を行かせ「立候補を辞退せよ、さもなくば医局員一同いっさい協力しない」と脅迫したり、財前の舅である財前又一が岩田と鍋島を通じて大河内にまで賄賂を送ろうとするなど、なりふり構わず工作に尽力する。
それらの行為への反省の色も、東を尊敬する態度も無い財前に、東は「決選投票はまだだが、君との人間関係はどうやらこれで終わったようだ」と通告。大河内は財前派の実弾攻撃に激しく憤り、決選投票の席上で暴露するが、財前側が証拠をいっさい残さなかったため不発に終わる。
決選投票の結果、財前は菊川に2票差で競り勝ち、第一外科次期教授の椅子に就くこととなる。勝利に沸く鵜飼派。東は失意のまま定年退官を迎え、近畿労災病院の院長に就任した。教授に就任した直後、財前は西ドイツ外科学会から特別講演に招聘され、栄光の絶頂にあった。
医療ミス
そんな最中、里見から相談された胃癌の患者・佐々木庸平の検査、手術を担当するが、保険扱いの患者で中小企業の社長であることから高圧的で不誠実な診療態度に終始。胸部レントゲン写真に映った陰影を癌の転移巣ではなく結核の瘢痕と判断、多忙を理由に受持医の柳原や里見の進言を無視して術前の断層撮影検査を怠り手術。
術後に呼吸困難をおこしたが、この症状を術後肺炎と診断（実際は、癌性肋膜炎だった）。里見がこの診断に疑問をもって胸部X線写真をとるように要請したが、財前は無視し、受持医の柳原弘に抗生物質「クロラムフェニコール」の投与（6時間おきに500 mg）を指示したのみで、一度も診察せぬまま西ドイツへ出発。しかし、その後、ふたたび佐々木は呼吸困難を起こし、手術後21日目に死亡する。
里見の説得で遺族は病理解剖に同意し、大河内が行った解剖の結果、死因は術後肺炎ではなく癌性肋膜炎であったと判明する。遺族は診療中の財前の不誠実な態度に加え、一家の大黒柱を失ったことにより民事訴訟提訴を決意する。里見はそのことを財前に知らせるべく欧州に何度も電報を打つが、財前は無視する。
西ドイツにおける外科学会での特別講演、ミュンヘン大学における供覧手術など国際的な外科医として華々しくデビューし、栄光の絶頂を味わって帰国した財前を待っていたのは、「財前教授訴えられる」という見出しで始まる毎朝新聞のゲラ刷りだった。
民事訴訟
失意のまま密かに帰阪した財前は、鵜飼宅に直行。激昂した鵜飼に一時は見限られかけるが、巧みに説得して関係を修復し、法律面では老練な弁護士・河野に代理人を依頼。受持医・柳原や渡独中の医長代理であった助教授・金井など病院関係者への工作に加え、医学界の権威に鑑定人を依頼する。一方の遺族側も正義感あふれる関口弁護士に依頼。里見、東の助力で鑑定人を立てる。
裁判では、「外科手術に踏み切った根拠に必要の度合を超えるものがあったかどうかが問題。仮に術前検査を怠った結果患者が死に至ったのであれば臨床医として軽率だったといわざるを得ない」という大河内の厳正な病理解剖鑑定や里見の証言などにより被告側（財前）はピンチに陥る。
しかし、鵜飼医学部長の内意を受けた洛北大学名誉教授・唐木の鑑定、受持医の柳原の偽証（裁判所には全面的に採用されなかったが）もあって第一審で勝訴。判決文によれば、財前の道義的な責任を認めながらも、極めて高次元な場合で法的責任は問えないという理由であった。
一方、原告側の証人として真実を証言した里見は、山陰大学保健センター教授へ転任という鵜飼の報復人事を受ける。「真実を言った人間が左遷され、誤診をした人間が大学に残る」この不条理な大学病院を白い巨塔と例え、翻意を持ち、里見は浪速大学を去る決意を固める。

### 続編
控訴審と学術会議会員選挙
敗訴した遺族は捨て身の控訴に出る。里見は、世論を恐れた鵜飼が辞表を受理せず中途半端な立場においた為に日々悶々としていたが、半年の後、恩師大河内の計らいで近畿がんセンター第一診断部に職を得る。一方の財前は特診患者の診療に忙しい日々を送っていた。
ある日、医局で抄読会を開いていた財前の元に、鵜飼から学術会議会員選挙出馬の誘いが来る。これは内科学会の新進気鋭である洛北大学教授・神納が学術会議選に立候補するためで、これを財前を利用して叩き、体面を失わせることで学会における自分の地位を確保しようというのが狙いであった。財前は結局それを引き受け、裁判・選挙の双方に勝利しようと野望を覗かせた。
控訴審の攻防
控訴審に備え、財前は最重要証人の柳原に逆玉のチャンスとして、市内の老舗・野田薬局の令嬢との縁談や学位をえさに工作。しかし、柳原は一審の判決以来、良心の呵責に苦しんでいた。また、原告側弁護人や里見たちの努力により、控訴審は予断を許さない状況になりつつある。原告側は里見の助言で、胸部検査の重要性や化学療法などを証拠として導入するなどの新たな展開が生まれたのだ。
佐々木庸平の遺族は、裁判途中に大手元売による「真珠湾攻撃」もあって経営に行き詰まり、遂に倒産の憂き目に会う。一家はそれでも、「せめて裁判で勝訴するまでは商売を続けたい」という執念により、船場の一角にある共同販売所に入って細々と商売を続ける。
選挙、裁判のためか体調の優れない財前だったが、疲労の蓄積だろうと多忙の日々に没頭するあまり、癌の早期発見の機会を逸してしまった。そんなある日、上本町駅で偶然里見は財前に出会い、「学術会議選など学者にとって何のプラスにもならない。君は疲れ過ぎている」と助言をするが、財前は一蹴。
この間、財前は佐々木庸平と容貌・立場・病状が酷似した患者を気は進まぬながらも診療し、術後の合併症にも献身的に対応して完治せしめている。
控訴審での敗北
選挙は野坂による票の横流しなどで窮地に立つが、得意の裏取引や、第三の候補者を引き下ろすなどの強引な運動もあって勝利する。しかし、裁判は大詰めの当事者尋問の時に、関口の鋭い尋問で窮地にたった財前は柳原に責任転嫁してしまう。
「嘘です!」
柳原は将来のポストも縁談も捨て傍聴席に走り出て、遂に真実を証言する。さらに、舞鶴に飛ばされた抄読会元記録係・江川が、決定的な証拠となる記録を持ち出した。浪速大学に辞表を出した柳原は過去の偽証を悔い、残りの人生を何か人のために尽くしたいと、高知県の無医村に去る。
結果、裁判の判決は財前側の敗訴となった。判決内容としては佐々木庸平の死そのものは不可抗力としつつも、術後一週間の時点での容態急変に際し化学療法を用いぬが故に、短期間で死なせた責任を問うと患者への説明責任の欠如（インフォームド・コンセント）趣旨で、予備的請求を認めた原告側の一部勝訴だった。
末期の胃癌
「最高裁に上告する」と息巻いた財前は、その直後に突然倒れ込む。翌日、最高裁へ上告したすぐ後に、極秘で金井助教授が行った透視では「胃角部に進行癌」が発見され、鵜飼の指示により金井は胃潰瘍だと財前に伝えた。
しかし、胃潰瘍との診断に納得しない財前はひそかに里見を訪問。内視鏡検査を受ける。癌であることを隠して一刻も早い手術を勧める里見に、財前は「本当は東に執刀して欲しい」と漏らす。口添えを依頼された里見は東を説得、東も過去の因縁を忘れて財前を救おうとする。
だが、東による手術が行われた際、財前の胃癌は肝実質に転移しており、もはや手遅れの状態であった事が判明した。東は体力を温存すべくそのまま縫合する。
後悔しながら死去
何とか救いたいという里見の熱意により、5-FUによる化学療法が術後1週間目から受持医となった金井助教授により開始される。最初は奏功して食欲不振が改善されたが、術後3週間目に入って副作用である下痢が起こったため金井は投与を中止。その上、ついに黄疸が出てしまい、財前は金井を問い詰めるが納得が行く回答を得られない。疑問に思う財前は、どうしても真相を知るべく里見の来訪を請う。
里見が訪ねてきたとき、財前は「癌の専門医が自分の病状の真実を知らないでいるのはあまりにも酷だ」と真実を告げることを懇願、里見も財前が真実を知ったことを悟る。翌日から財前の病状は急変し、術後1ヶ月目に遂に肝性昏睡に陥る。うわ言の中で、自分の一生を振り返り、患者を死なせたことを悔いつつも、最高裁への上告理由書と大河内教授への自らの病理解剖意見書を残して、財前は最期を遂げる。当時、胃癌は癌の死亡原因第1位だった。

## 主な登場人物

### 浪速大学第一外科関係者
- 財前五郎（浪速大学医学部付属病院第一外科助教授→浪速大学医学部付属病院第一外科部長・教授（食道外科専攻））
- 東貞蔵（浪速大学医学部付属病院第一外科部長・教授（肺外科専攻）→近畿労災病院院長）
- 金井達夫（浪速大学医学部付属病院第一外科次席講師→浪速大学医学部付属病院第一外科助教授（胸部外科専攻））
- 佃友博（浪速大学医学部付属病院第一外科筆頭助手、医局長→浪速大学医学部付属病院第一外科講師）
- 安西（浪速大学医学部付属病院第一外科次席助手、病棟係→浪速大学医学部付属病院第一外科医局長）
- 山田（浪速大学医学部付属病院第一外科助手）
- 黒田俊二（浪速大学医学部付属病院第一外科助手(肝臓癌専門)）
- 柳原弘（浪速大学医学部付属病院付属病院第一外科医局員(胸部外科専攻)、佐々木庸平担当医）
- 江川達郎（浪速大学医学部付属病院第一外科医局員、抄読会記録係→舞鶴総合病院医師）
- 中河（浪速大学医学部付属病院第一外科医局員→舞鶴総合病院医師）
- 瀬戸口（浪速大学医学部付属病院第一外科医局員→舞鶴総合病院医師）

### 浪速大学第一内科関係者
- 里見脩二（浪速大学医学部付属病院第一内科助教授→近畿がんセンター第一診断部次長）
- 鵜飼（浪速大学医学部付属病院第一内科部長・教授(老年内科専攻)兼浪速大学医学部長）
- 芦川（浪速大学医学部付属病院第一内科助手、ミュンヘン大学留学中）

### 浪速大学関係者
- 則内（浪速大学付属病院長、浪速大学医学部付属病院第二内科部長・教授(呼吸器内科)）
- 滝村恭輔（浪速大学医学部付属病院第一外科名誉教授、東貞蔵の前任者）
- 今津（浪速大学医学部付属病院第二外科部長・教授(一般腹部外科専攻)）
- 大河内（浪速大学医学部病理学科科長・教授、教授選考委員長)
- 野坂（浪速大学医学部付属病院整形外科部長・教授、教授選考委員）
- 葉山（浪速大学医学部付属病院産婦人科部長・教授、教授選考委員）
- 乾（浪速大学医学部付属病院皮膚科部長・教授）
- 河合（浪速大学医学部付属病院小児科部長・教授）
- 築岡（浪速大学医学部付属病院第三内科部長・教授）
- 助川（浪速大学医学部公衆衛生学科科長・教授）
- 林田（浪速大学医学部教授(基礎医学)）
- 畑中（浪速大学医学部教授(基礎医学)）
- 田沼（浪速大学医学部付属病院放射線科部長・教授）
- 吉阪（浪速大学医学部付属病院麻酔科部長・教授）

### 財前の家族、関係者
- 財前杏子（財前五郎の妻、財前又一の娘）
- 財前又一（財前五郎の義親、財前産婦人科医院院長、浪速医師会副会長）
- 財前一夫（財前五郎・杏子の長男）
- 財前富士夫（財前五郎・杏子の次男）
- 花森ケイ子（財前五郎の愛人、バー「アラジン」のホステス）
- 加奈子（クラブ「リド」のホステス）
- 時江（「扇屋」の女将、財前又一の愛人）
- 黒川きぬ（財前五郎の実母）

### 里見家関係者
- 里見三知代（里見脩二の妻）
- 里見好彦（里見脩二・三知代の息子、登場時8歳）
- 羽田融（里見三知代の父、名古屋大学医学部長）
- 里見清一（里見脩二の兄、里見医院(内科・小児科)院長、元洛北大学医学部第二内科講師）

### くれない会関係者
- 鵜飼夫人（鵜飼医学部長の妻、くれない会会長）
- 則内病院長夫人（則内病院長の妻、くれない会副会長）

### 東家関係者
- 東政子（東貞蔵の妻、くれない会前副会長）
- 東佐枝子（東貞蔵・政子の娘）
- 東哲夫（東貞蔵・政子の息子(故人)）

### 医師会関係者
- 岩田重吉（岩田医院(内科)院長、浪速医師会会長）
- 鍋島貫治（鍋島外科病院院長、大阪市議会議員）
- 大原（大阪府市医師会長）

### 教授選関係者
- 船尾徹（東都大学医学部付属病院第二外科部長・主任教授）
- 菊川昇（教授選立候補者、金沢大学医学部心臓外科部長・外科教授(心臓外科専攻)）
- 葛西博司（教授選立候補者、浪速大学医学部付属病院第一外科助教授→徳島大学医学部付属病院第一外科部長・教授）

### 佐々木商店関係者
- 佐々木庸平（繊維卸業「佐々木商店」社長、胃噴門部癌患者）
- 佐々木よし江（佐々木庸平の妻）
- 佐々木庸一（佐々木庸平・よし江の長男、大学生）
- 佐々木信平（佐々木庸平の弟）
- 野村（元売・丸高繊維の営業部長）
- 大村伝助（元売・佐々木商店債権者委員会委員長）

### 第一審関係者
- 関口仁（佐々木よし江・信平・庸一の弁護士、関口法律事務所所長）
- 河野正徳（財前五郎の弁護士、河野法律事務所所長、大阪弁護士会会長）
- 小山義信（千葉大学教授、日本癌学会会長、財前五郎側鑑定人）
- 一丸直文（東北大学名誉教授、佐々木よし江・信平・庸一側鑑定人）
- 唐木豊一（洛北大学名誉教授、大阪地方裁判所が依頼した鑑定人）

### 控訴審関係者
- 国平（財前五郎の弁護士、浪速医師会顧問弁護士）
- 亀山君子（浪速大学医学部付属病院第一外科病棟婦長→主婦）
- 塚口雄吉（三光電器勤務、亀山君子の夫）
- 正木徹（私立東京Ｋ大学医学部付属病院胸部外科助教授、佐々木よし江・信平・庸一側鑑定人）
- 竹谷教造（奈良大学医学部付属病院胸部外科部長・教授兼奈良大学医学部長、財前五郎側鑑定人）
- 長谷部一三（北海道大学医学部付属病院第二外科部長・教授、佐々木よし江・信平・庸一側鑑定人）

### 学術会議選関係者
- 神納（洛北大学医学部付属病院内科部長・教授、学術会議会員選挙対立候補）
- 重藤（近畿医科大学医学部付属病院神経科部長・教授、学術会議会員選挙対立候補→辞退）
- 村山（洛北大学医学部付属病院第二外科部長・教授(肺がん専門)）
- 織田（大和医科大学学長）
- 増富（近畿医科大学医学部付属病院内科部長・教授）
- 岡野（近畿医科大学理事長）
- 三宅（三重大学医学部付属病院第一外科助教授）

### 近畿がんセンター関係者
- 都留利夫（近畿がんセンター病理室長、控訴審裁判所鑑定人）
- 時国（近畿がんセンター所長）
- 有馬（近畿がんセンター第一診断部長）
- 立石（近畿がんセンター放射線部長）
- 槙（近畿がんセンター外科部長）
- 熊谷（近畿がんセンター第一診断部員、里見脩二の部下）

### その他
- 山田音市（食道噴門部癌患者）
- 小西きく（膵臓癌患者）
- 武井（平和製薬取締役、浪速大学薬学部薬学科非常勤講師）
- 市田（平和製薬・西ドイツ駐在員）
- 山田うめ（奈良県十津川村の農婦、早期胃癌患者）
- 野田華子（柳原弘の婚約者）
- 野田文蔵（野田薬局店主、野田華子の父）
- 安田太一（中小企業の社長、早期噴門部癌患者、佐々木庸平に酷似）

## 用語
くれない会
教授夫人によって構成された親睦団体(任意団体)。メンバーシップは教授および助教授、付属病院の部長、医長の妻であることが条件であり、構成年齢は40代前半からなる。会長、副会長に学部長、病院長夫人が就任するのが慣例で、幹事が世話人、まとめ役を務める。
はじめ幹事に鵜飼医学部長の妻・鵜飼夫人、副幹事に東貞蔵の妻・政子のち則内病院長の妻・則内夫人がそれぞれ務めた。
作中では、定年間近の東教授に見切りをつけた鵜飼夫人が、夫が則内病院長を調略しつつあった関係もあり、改選時には副幹事に政子ではなく則内夫人を指名した経緯を持つ。

## 刊行書誌

### 単行本
- 『白い巨塔』（1965年、新潮社）、装丁・村井正誠（続も）
- 『続 白い巨塔』（1969年、新潮社）. NCID BN02753581
- 『白い巨塔　山崎豊子 新潮現代文学50』（1980年、新潮社）、解説青地晨
- 『白い巨塔』愛蔵版（1994年、新潮社）ISBN 4-10-322813-X

### 文庫
- 『白い巨塔』上・下、『続 白い巨塔』（1978年）、解説尾崎秀樹
  - 上 ISBN 4-10-110409-3
  - 下 ISBN 4-10-110410-7
  - 続 ISBN 4-10-110411-5
- 『白い巨塔』上・中・下（改版1993-94年）、※下巻は『続 白い巨塔』を改題
  - 上 ISBN 4-10-110423-9
  - 中 ISBN 4-10-110424-7
  - 下 ISBN 4-10-110425-5
- 『白い巨塔』全5巻（2002年）、※活字が大幅に拡大した再改版、正編は1・2・3巻、続編は4・5巻
全て新潮文庫での刊行。2002年版は、1978年版のドラマのCS再放送・DVD発売などをきっかけに出され、2003年のドラマ化に併せ[注 4]、ドラマ出演者の写真（ポスター）を使用した箱入り全5巻セットも出た。
  - 1 ISBN 4-10-110433-6
  - 2 ISBN 4-10-110434-4
  - 3 ISBN 4-10-110435-2
  - 4 ISBN 4-10-110436-0
  - 5 ISBN 4-10-110437-9

### 全集
- 『白い巨塔 上・下　山崎豊子全作品 第6巻』（2分冊、1985年、新潮社）、ISBN 4-10-644506-9
- 『白い巨塔　山崎豊子全集 第6・7・8巻』（2004年、新潮社）
  - 6 ISBN 4-10-644516-6
  - 7 ISBN 4-10-644517-4
  - 8 ISBN 4-10-644518-2

- 『大阪づくし 私の産声 山崎豊子自作を語る2』（2009年、新潮社）、本作の自作解説も収録

## 映像化作品
日本映画では1作、テレビドラマは日本版で計5作が制作され、韓国ドラマ版も制作された。映像作品はいずれも放映当時の現代を舞台としており、現実の医療技術の進展に伴い、登場人物の死因や症状は作品ごとに異なっている。

### 映画
- 白い巨塔 (映画)：1966年、大映制作。(主演：田宮二郎)。山本薩夫監督。

### テレビドラマ
- 白い巨塔 (1967年のテレビドラマ)：1967年、NET（のちのテレビ朝日）・東映テレビプロ制作、全26回。(主演：佐藤慶)
- 白い巨塔 (1978年のテレビドラマ)：1978年、田宮企画・フジプロダクション制作、全31回。(主演：田宮二郎)
- 白い巨塔 (1990年のテレビドラマ)：1990年、テレビ朝日・大野木オフィス制作、2夜連続のスペシャルドラマ。(主演：村上弘明)
- 白い巨塔 (2003年のテレビドラマ)：2003年、フジテレビ・共同テレビ制作、石川寛俊監修、全21回。(主演：唐沢寿明)、フジテレビ開局45周年記念ドラマ
- 白い巨塔 (2007年のテレビドラマ)：2007年、韓国MBC・KIMJONGHAK PRODUCTION（朝鮮語版、英語版）制作、全20回。(主演：キム・ミョンミン)
- 白い巨塔 (2019年のテレビドラマ)：2019年、テレビ朝日制作（主演：岡田准一）、テレビ朝日開局60周年記念5夜連続のスペシャルドラマ。

## ラジオドラマ作品
- 白い巨塔 (ラジオドラマ)：1965年、文化放送制作。（主演：田宮二郎） - 初のドラマ化作品

## 漫画版
作画・安藤慈朗で『月刊コミックバンチ』（新潮社）にて、2018年12月号から2021年5月号まで連載。全25話。近年の映像化作品と同様、時代設定を連載当時の現代に置き換えており、物語は2018年3月から始まる設定となっている。
- 安藤慈朗 『白い巨塔』 新潮社〈BUNCH COMICS〉、全5巻
  1. 2019年3月9日発売[5]、ISBN 978-4-10-772160-0
  2. 2019年5月9日発売[6]、ISBN 978-4-10-772182-2
  3. 2020年1月9日発売[7]、ISBN 978-4-10-772248-5
  4. 2021年5月8日発売[8]、ISBN 978-4-10-772386-4
  5. 2021年5月8日発売[9]、ISBN 978-4-10-772387-1

## エピソード
- 財前五郎の命名の由来について永田秀雅は、山崎と深く親交を持っていた大映京都撮影所の企画部員財前定生が企画を直接折衝した際、次回作が医学会の内情と知り、その主人公の名前に自分の姓を、当時人気を得ていた田宮二郎の本名「柴田吾郎」から名を取り「財前五郎」としてもらった、と自身のホームページで述べている[10]。大映倒産後に財前定生は大阪の毎日放送へ移籍し、1979年に山崎原作のテレビドラマ『不毛地帯』でプロデューサーを務めている。
- 財前五郎のモデルの一人が千葉大学第二外科教授の中山恒明。